# Landtagswahl in Sachsen 1929
- KPD: 12
- SPD: 33
- ASPDj: 2
- DDP: 4
- WP: 11
- DVP: 13
- SLV: 5
- VRP: 3
- DNVP: 8
- NSDAPg: 5

Die Landtagswahl in Sachsen 1929 fand am 12. Mai 1929 statt und war die vierte Landtagswahl im Freistaat Sachsen in der Weimarer Republik. Wie bei allen Landtagswahlen im Freistaat Sachsen der Weimarer Republik wurden die Sozialdemokraten stärkste Kraft.

## Detailergebnisse
Das Ergebnis der 4. Wahl zum Sächsischen Landtag ist folgend aufgelistet:
| Listen            | Listen                                                           | Stimmen   | %    | +/-  | Mandate | +/- |
| ----------------- | ---------------------------------------------------------------- | --------- | ---- | ---- | ------- | --- |
|                   | Sozialdemokratische Partei Deutschlands (SPD)                    | 922.932   | 34,2 | ▲2,1 | 33      | ▲2  |
|                   | Deutsche Volkspartei (DVP)                                       | 363.382   | 13,4 | ▲0,7 | 13      | ▲1  |
|                   | Kommunistische Partei Deutschlands (KPD)                         | 345.530   | 12,8 | ▼1,7 | 12      | ▼2  |
|                   | Reichspartei des deutschen Mittelstandes (Wirtschaftspartei)     | 304.884   | 11,3 | ▲1,2 | 11      | ▲1  |
|                   | Deutschnationale Volkspartei (DNVP)                              | 218.309   | 8,1  | ▼6,4 | 8       | ▼6  |
|                   | Sächsisches Landvolk (SLV)                                       | 140.611   | 5,2  | ▲5,2 | 5       | ▲5  |
|                   | Nationalsozialistische Deutsche Arbeiterpartei (NSDAP)           | 133.958   | 5,0  | ▲3,4 | 5       | ▲3  |
|                   | Deutsche Demokratische Partei (DDP)                              | 115.289   | 4,3  | ▼0,4 | 4       | ▼1  |
|                   | Reichspartei für Volksrecht und Aufwertung (VRP)                 | 70.131    | 2,6  | ▼1,6 | 3       | ▼1  |
|                   | Alte Sozialdemokratische Partei Deutschlands (ASPD)              | 39.568    | 1,5  | ▼2,7 | 2       | ▼2  |
|                   | Deutsche Zentrumspartei (Z)                                      | 25.460    | 0,9  | ▼0,1 | –       | ▬   |
|                   | Kommunistische Partei-Opposition (KPD–Opposition)                | 22.129    | 0,8  | ▲0,8 | –       | ▬   |
|                   | Völkisch-soziale Arbeitsgemeinschaft                             | –         | –    | ▼0,4 | –       | ▬   |
|                   | Reichsverband der deutschen Haus- und Grundbesitzervereine (RHG) | –         | –    | ▼0,3 | –       | ▬   |
| Gesamt            | Gesamt                                                           | 2.702.183 | 100  |      | 96      | –   |
|                   |                                                                  |           |      |      |         |     |
| Ungültige Stimmen | Ungültige Stimmen                                                | 25.488    | 0,9  | ▼0,1 |         |     |
| Wähler            | Wähler                                                           | 2.727.671 | 78,4 | ▲7,2 |         |     |
| Wahlberechtigte   | Wahlberechtigte                                                  | 3.478.968 |      |      |         |     |
|                   |                                                                  |           |      |      |         |     |
| Quelle:           |                                                                  |           |      |      |         |     |

## Folgen
Der 4. Sächsische Landtag konstituierte sich am 6. Juni 1929. In zwei Wahlgängen am 18. und 20. Juni konnte kein Ministerpräsident gewählt werden. Am 25. Juni 1929 wurde Wilhelm Bünger (DVP) zum Ministerpräsidenten gewählt. Er bildete das Gesamtministerium Bünger, das aus Vertretern der bürgerlichen Parteien und parteilosen Fachleuten bestand.
Büngers Wahl war im Landtag selbst umstritten, weil er keine absolute Mehrheit erzielte, sondern nur aufgrund von leer abgegebenen Stimmzetteln (vermutlich der Kommunisten) eine relative Mehrheit erhielt. Seine Regierung der bürgerlichen Parteien konnte folglich keine stabile Mehrheit hinter sich versammeln und musste sich zuweilen auch von den Nationalsozialisten tolerieren lassen. Nach der Zustimmung zum Young-Plan im Reichsrat stürzte er nach nur knapp elf Monaten im Amt über Misstrauensvoten der Kommunisten und Nationalsozialisten.
Nachfolger Büngers wurde Walther Schieck (ebenfalls DVP), der mit dem Gesamtministerium Schieck ebenfalls ein Expertenkabinett bildete, das allerdings durch die Landtagsauflösung 1930 schon nach wenigen Wochen bis 1933 nur noch geschäftsführend amtierte. Schieck war der letzte demokratisch gewählte Ministerpräsident Sachsens bis 1990.

## Belege
1. ↑  Sachsen: Wahl zum 4. Landtag 1929. Abgerufen am 30. Mai 2025.
2. ↑  Landtagswahlen 1918-1933 - Sachsen. Abgerufen am 30. Mai 2025.
3. ↑  DFG-Viewer. Abgerufen am 30. Mai 2025.
4. ↑  DFG-Viewer. Abgerufen am 30. Mai 2025.